# シノルニトサウルス
シノルニトサウルス（Sinornithosaurus　"中華鳥トカゲ"の意味）は現在の中国に分布する義県層の下部白亜系下部アプチアン階の地層から発見された、羽毛を持つドロマエオサウルス科の恐竜の属である 。1999年までに発見された5番目の鳥でない羽毛恐竜である。最初の標本は遼寧省西部四合屯地区で収集された。収集地は義県累層九佛堂層に属し、1億2450万年前の地層である。また、別の標本がより新しい時代の大王仗子層の1億220万年前の地層から発見されている。徐星により記載と系統解析が行われ、原始的なドロマエオサウルス科の属であると示されている 。また、徐星によれば頭部と肩の特徴は始祖鳥や他のアヴィアラエに類似している。これらの2つの事実は初期のドロマエオサウルス科のメンバーは後期のドロマエオサウルス科よりも鳥と似ていたことを示す。この事実は鳥が恐竜から進化したという説に対する批評家達による論争を起こした。つまり、ほとんどの鳥に似た恐竜は最初期の鳥よりも後に現れたということである（時系列の矛盾）。
シノルニトサウルスはドロマエオサウルス科の中で最小で、全長は90センチメートルほどである。

## 記載

### 羽毛

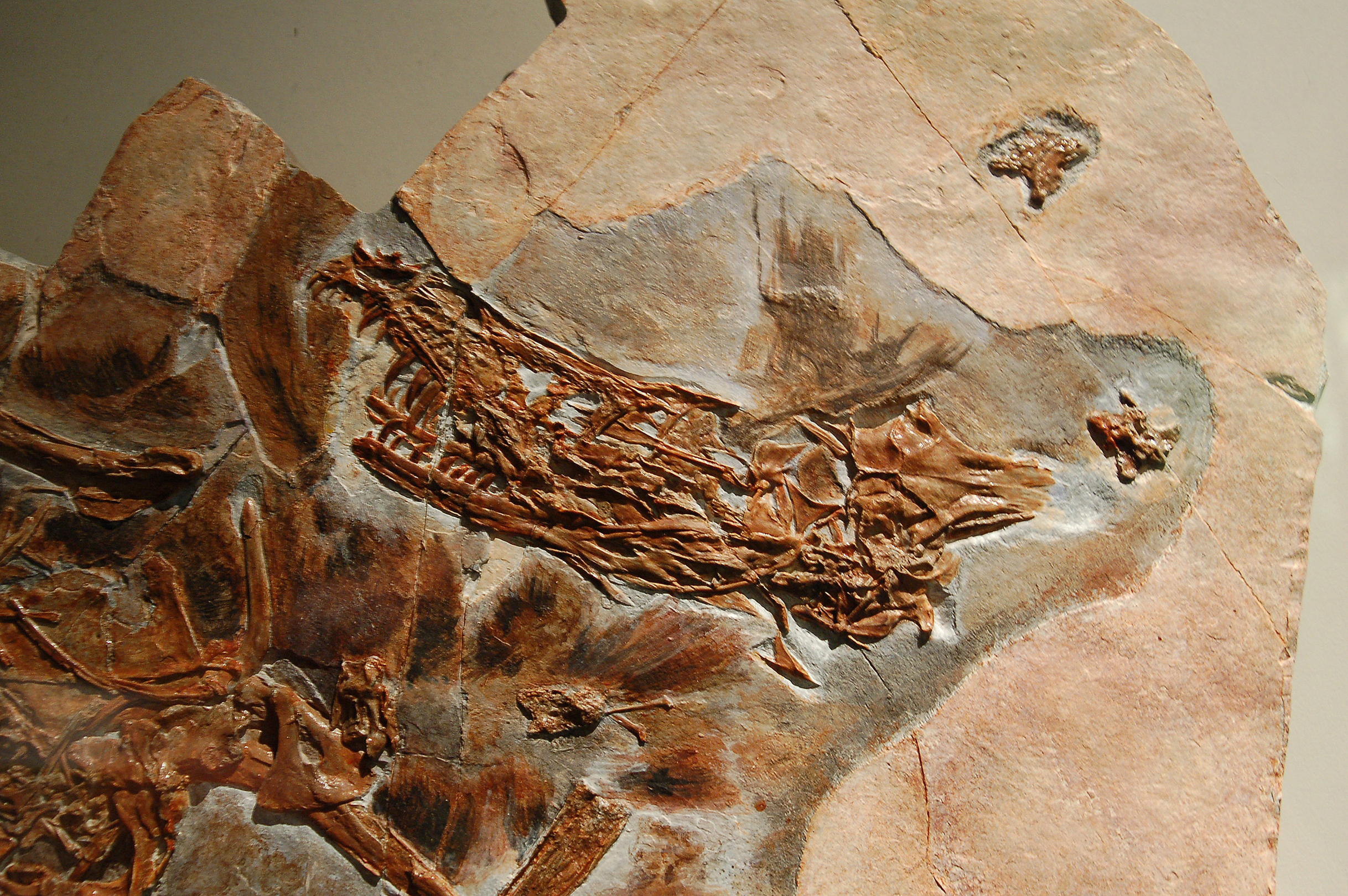
ホロタイプ標本のキャスト

シノルニトサウルスの標本には体を覆うものと、翼を形成するものの双方の羽毛の印象が保存されていた。これらの羽毛は同じ化石発掘地で見つかる他のアヴィアラエのものと見分けがつかない 。体を覆う羽毛は長さが3-4.5cmほどで2種類の型があり、1つ目の型は房になっていて現生の鳥のダウンに似ている。腕に生えているものを含む第二の型は現代の鳥の羽根と同じような構造で、主軸（羽軸）に沿って並ぶ細かいフィラメント（羽枝）の列で構成されている。しかし、飛ぶ鳥の翼にある羽根と違って、これらは風切羽が連続した羽根を形成するために持つ、小さなフックのある二次枝（小羽枝）を持っていなかった。

### 色
2010年の研究で化石に保存された細胞の構造を顕微鏡観察した結果、シノルニトサウルスは体の領域ごとに様々な色の羽毛を持っていた可能性が示された。

## 古生物学

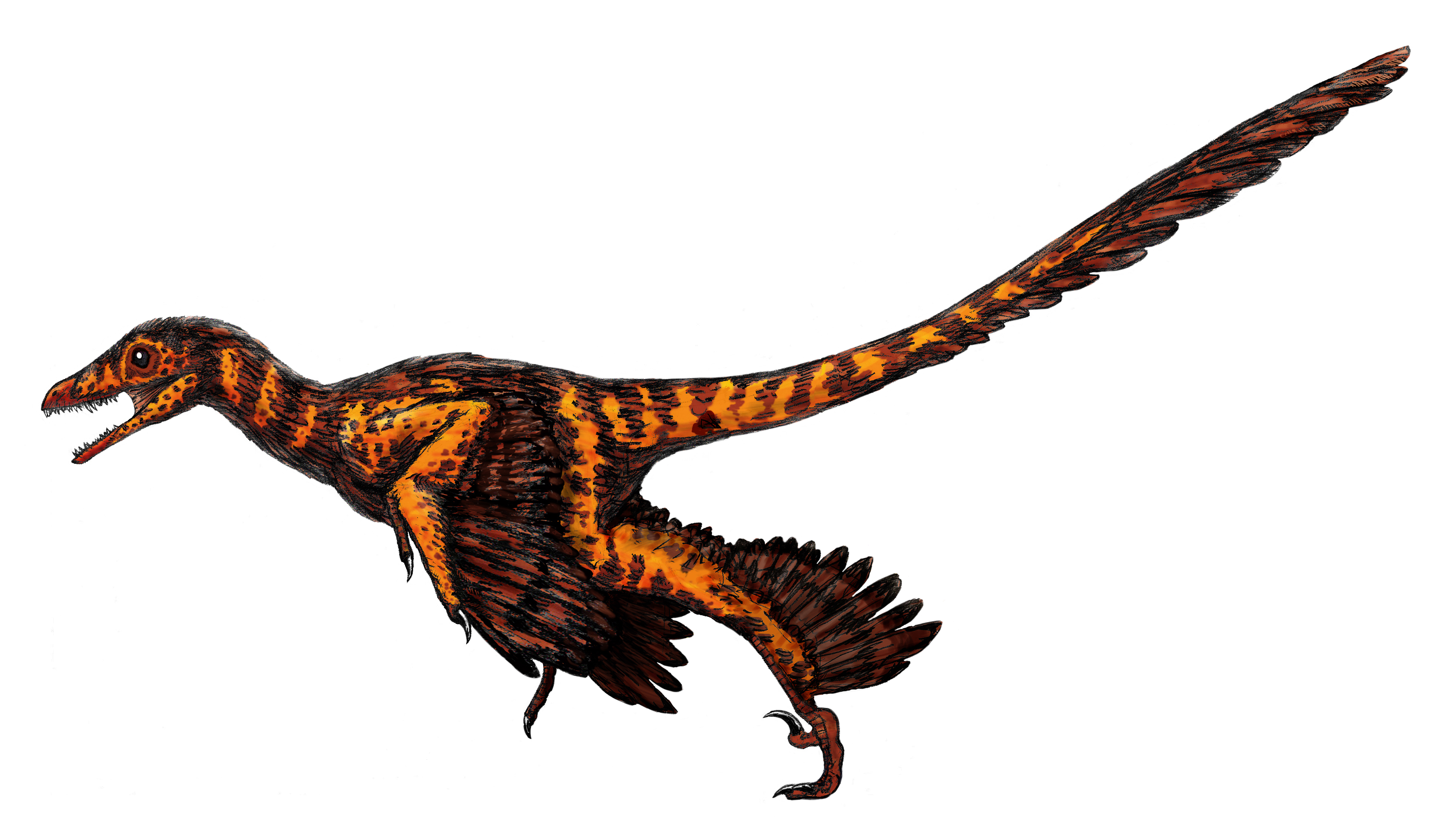
S. milleniiの想像図

### 毒牙を持つ可能性
2009年、鞏恩普の率いる研究チームは保存状態のよいシノルニトサウルスの頭骨に、恐竜としては初めて毒を持っていた可能性のある特徴を見出した。上顎骨の中ほどに位置する異常に長く牙のような歯に、顕著な溝が歯の後方に向かって外面上に走っているのを発見された。これは有毒動物のみに見られる特徴である。また、彼らは上顎の歯のすぐ上にある空洞は毒腺の軟組織があった場所である可能性があるとした。このシノルニトサウルスの独特の特徴は鳥などの小型の獲物を捕獲するのに特化したもので、長い牙は現在のヘビのように、鳥の羽毛を貫通し、毒液を注入して動けなくして狩るためのものであると示した。彼らはまた、顎の先端に位置するやや前方の尖った短い歯は、鳥から羽毛を取り除くために使用されたものであることを示唆した。
しかし、2010年に Federico Gianechini らのチームはシノルニトサウルスが有毒であるということに疑義を投げかける主張の論文を発表した。Gianechinらは溝のある歯がこの属に固有なものではなく、他のドロマエオサウルス科の属を含む多数の獣脚類にも存在するとした。彼らはまた、この歯が先述のように異常に長いわけではなく、むしろ歯槽から外れて出てきたもので、溝は潰されて平らな化石になって保存される際に生じたアーティファクトであると示した。最後に、Gianechinらは頭骨には通常の見られる洞しか見つからず、鞏らが毒腺の在り処と想定したような空洞は自分たちには見つけられなかったとした。
同じ号の雑誌の中で、鞏らは自分たちの発見に疑義を投げかけた2010年の研究についての再評価を提示した。鞏らは溝のある歯が獣脚類には一般的であることを認めたが（羽毛のあるマニラプトル類に限定されていることが示唆されるが）、毒は全ての爬虫類ではないにしろ、全ての主竜類での原始的な特徴であり、特定の系統にのみ保存されたものだという仮説を立てた。また、ホロタイプ標本の歯が完全に自然な状態ではなかったことは認めたが、著しく歯槽から飛び出したものだという主張には異議を唱えた。鞏らの再評価ではまた、他の未記載の確実な標本では完全に関節した状態の歯でも同様の長さであったと主張した。
なおBBC制作のドキュメンタリー作品『プラネット・ダイナソー』では、毒牙を使って自分よりも大きな植物食恐竜のジェホロサウルスを襲う描写がなされている。ただしこちらでもナレーションでは「毒液袋があったと思われる場所」「どうやらシノルニトサウルスは毒で獲物を殺していたようです」と断定を避ける形で説明されている。

### 滑空能力
シノルニトサウルスは滑空性の獣脚類ミクロラプトルと近縁とされるため、本種も滑空能力を持っていた可能性が何度か提唱されている。だがロングリッチ氏&カリー氏による2009の研究では、本種の体重が滑空するのには重すぎると指摘されている。ただし研究後にチャングラプトルという更に大型の滑空性恐竜も見つかっている事には留意しなければならない。

### 被食
上記のような特徴を備えていた可能性があるからといって、本種は決して無敵の存在ではなかった。同じ肉食性コエルロサウルス類のシノカリオプテリクスの化石からは、本種の後ろ脚が発見されており、これは両者の捕食/被食の関係を示している。

### 概日リズム

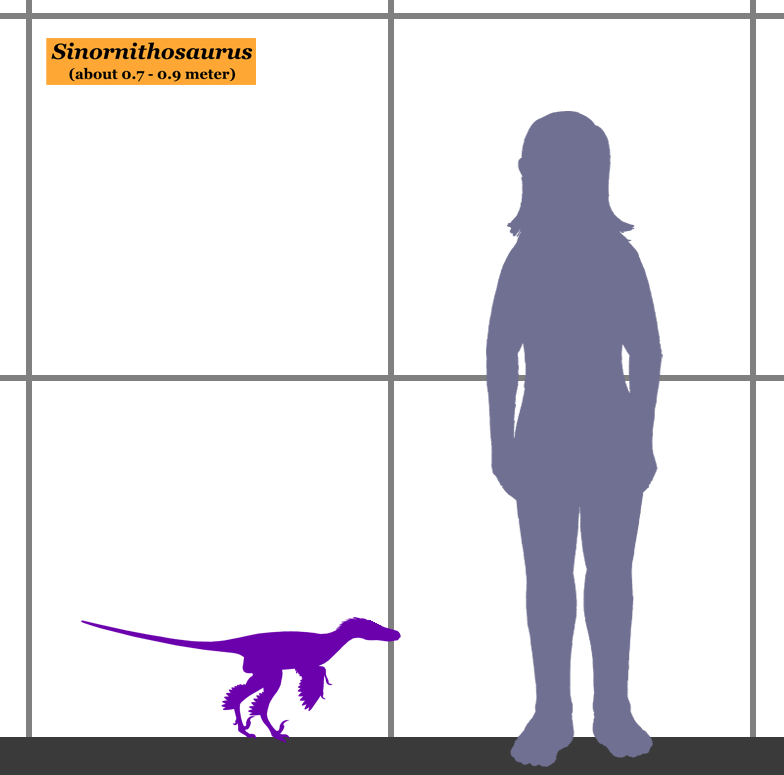
シノルニトサウルスとヒトの大きさ比較

シノルニトサウルスと現生の鳥類や爬虫類との強膜輪の比較から周日行性であることが示唆される。つまり、短い間隔で終日活動していたようである。

## 分類

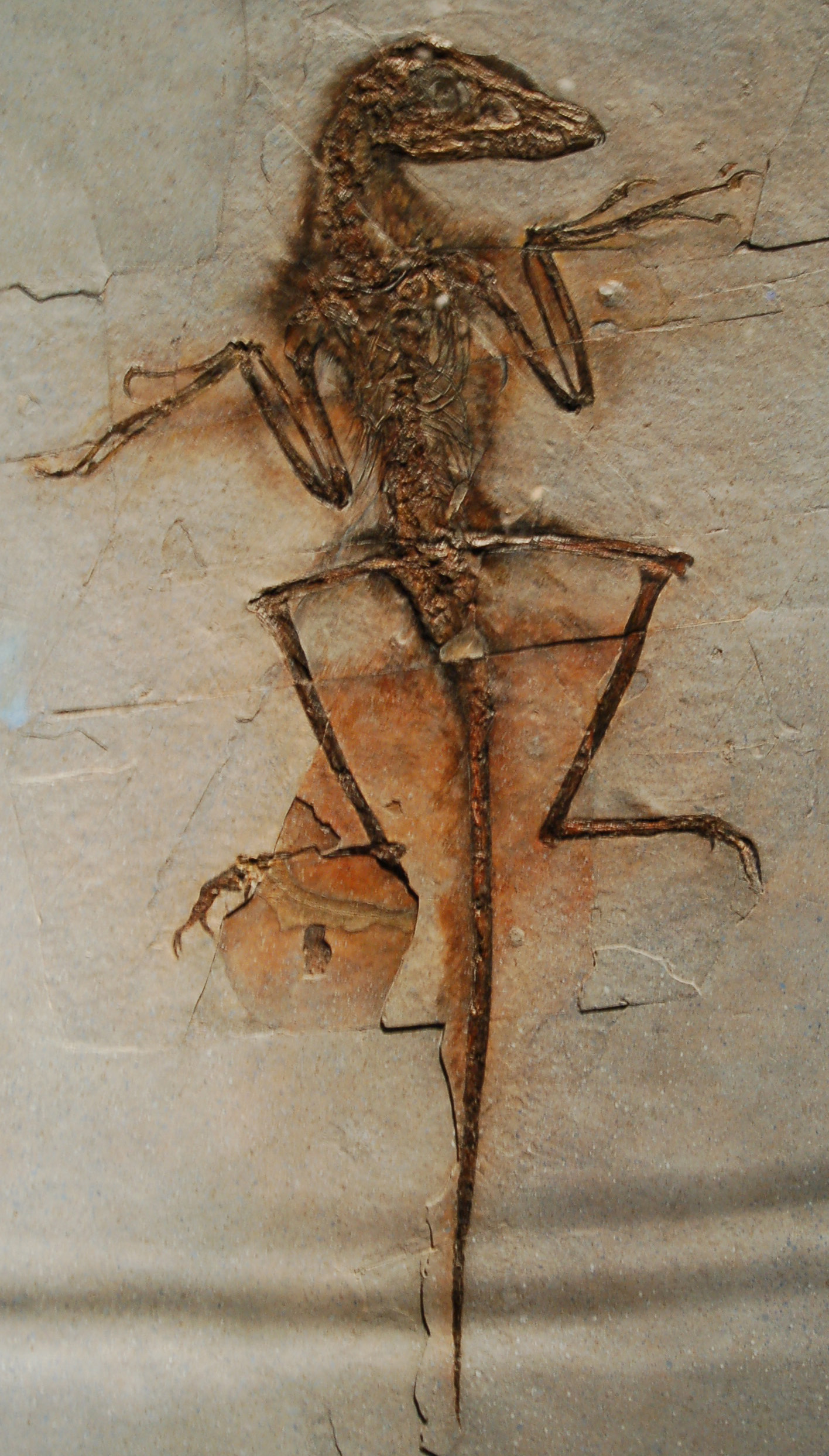
NGMC 91のレプリカ

シノルニトサウルスはドロマエオサウルス科のメンバーであり、この科は機敏な肉食恐竜で、独特の鎌のような鉤爪をもち、デイノニクスやユタラプトルが属しているグループである。S. milleniiは前期白亜紀アプチアン、1億2500万年前に生息していて、これはドロマエオサウルス科としては今まで発見された中では最古で最も原始的である。S. haoiana およびシノルニトサウルスとされる標本NGMC 91の化石はより新しい時代である1億2200万年前の地層から発見された。シノルニトサウルスの羽根毛の存在は、他のドロマエオサウルス類から得られた羽毛の証拠と矛盾がない。
シノルニトサウルスとして2つの種が記載されている。S. millenii（"千年の中華鳥トカゲ"）はタイプ種であり、1999年に記載された。第2の種
S. haoiana（"郝の中華鳥トカゲ"）は新たな標本D2140に基づき2004年に劉金遠らによって記載された。S. milleniiとは頭骨や臀部の特徴に違いがあり、種小名は中国の古生物学者、郝詒純に献名されたものである。しかし、Turner, Makovicky and Norell (2012)に従えばS. haoianaを特徴付けるとされた特徴はS. milleniiにも存在するか、シノルニトサウルスの標本間でばらつきがあるものである。ゆえにTurnerらはS. haoianaはS. milleniiのジュニアシノニムであるとみなしている 。
「デーブ」という愛称がつけられた信じられないほど保存状態の良い標本（NGMC 91）が2001年、季強らによりネイチャー誌上で初めて記載された。この標本は完全に関節状態であるものの、スラブ状の化石が割れた際に、ほとんどの骨が粉々になってしまい、ほとんどの部分でこれらの骨のシルエットのみが明らかな状態だったため、標本に命名することは控えられた。識別可能な特徴が不明瞭であるため、属は不確定である。季らはNGMC 91とS. milleniiのいくつかの標本の類似性を示唆し、両者の違いは年齢によるものの可能性があるとした 。季は2002年の論文にて他の研究者ともにこの類似性を強調し、正確な種としては疑わしいとしながらも、この標本を正式にシノルニトサウルスのものとした。その間、Stephen Czerkasらは翼のプロポーションに基づき、この標本を彼らが新たに記載した種Cryptovolans pauli（現在では一般的にミクロラプトル・グイのシノニムとみなされている）のものであるとみなした。
系統学的な研究ではNGMC 91 がS. milleniiに近縁であるという案は支持されなかった。2004年の解析でPhil Senterらは、実はこれらはミクロラプトルにより近縁であることを発見した。Senterらのその後の研究では最初の研究に使われたデータには欠陥があったことが分かったにもかかわらず、ミクロラプトルに近縁であるという説は支持された。
しかし、2011年にSenterはS. milleniiのホロタイプについての個別の調査の結果、以前に自身が行ったS. milleniiとNGMC 9を別の種としたことは、解剖学的に誤った解釈に基づくものだったと結論した。2つの標本は系統解析に使用した全ての特徴の状態が同じで、層準がほぼ同じで、大きな楕円形の窓を持つ三角形の烏口骨を持つという共通の特徴があることから、SenterはNGMC 91はS. milleniiの標本であると結論した。
Turner, Makovicky and Norell (2012)でも独立に同じ結論に達している。Turnerらに従えば、NGMC 91はミクロラプトル・ザイオアヌスおよびS. milleniiといくつかの子孫形質（en）を共有している。胴椎の3-4倍の長さがある細長い中ほどの尾椎がなくM. zhaoianusとすることはできない。他方で後方に分岐した歯列というシノルニトサウルスの子孫形質は有している。TurnerらはNGMC 91はS. milleniiの亜成体の標本であると結論した。

## 発見と種

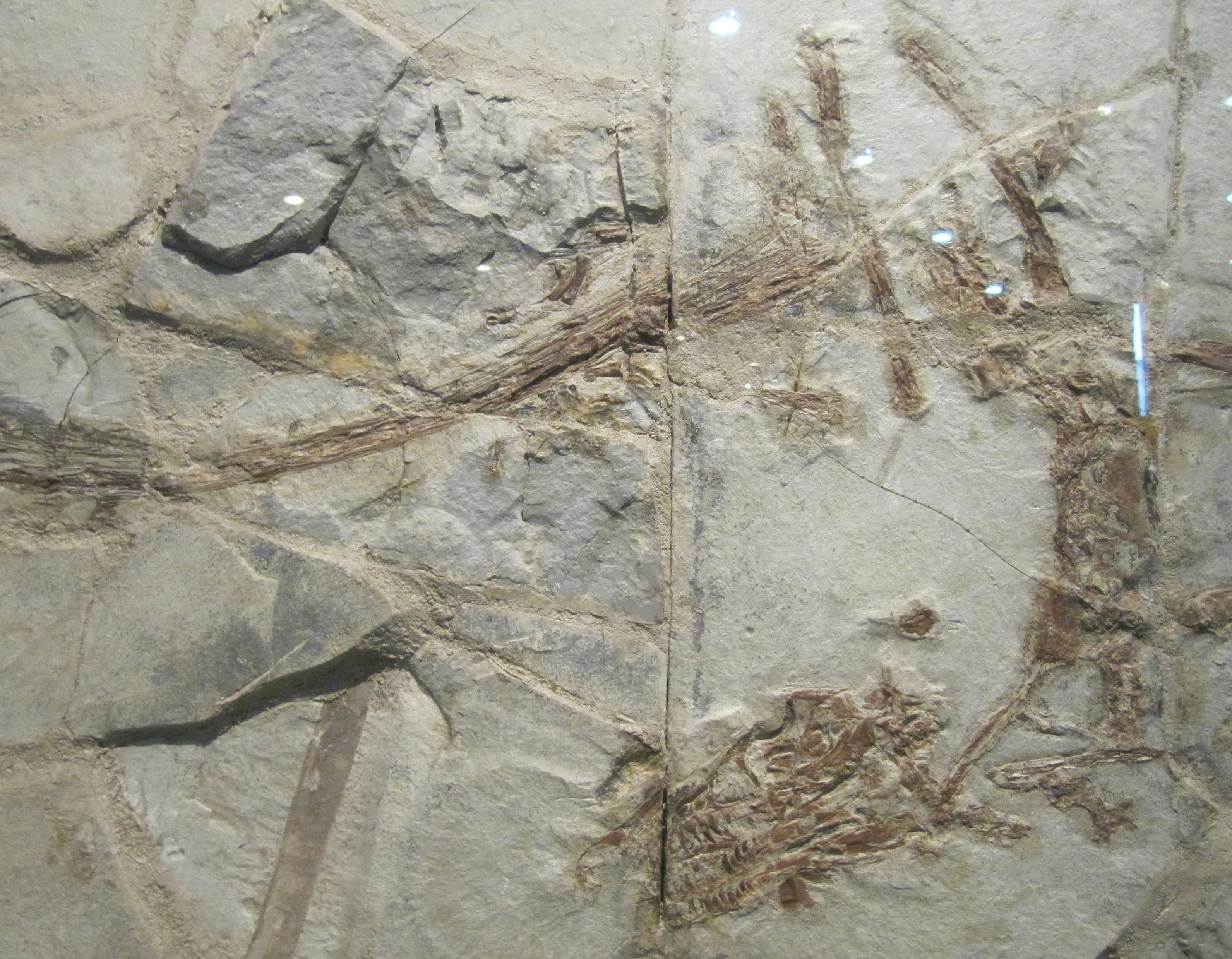
北京博物館のS. milleniiの標本

シノルニトサウルスは北京の中国科学院古脊椎動物・古人類研究所（IVPP）の徐星、汪筱林、および吳肖春により発見された。羽毛の印象を持つほぼ完全な化石が中国、遼寧省の義県累層（en）で発掘された。同層は化石に恵まれ、シノルニトサウルス以前にも4属の羽毛をもつ恐竜（プロターケオプテリクス、シノサウロプテリクス、カウディプテリクス、およびベイピアオサウルス）の化石が発見されている。ホロタイプ標本であるIVPP V12811は古脊椎動物・古人類研究所に所蔵されている。
標本 NGMC 91 は中国地質博物館に収蔵されている。この標本は遼寧省、凌源市の范杖子発掘地で収集された。この場所は大王杖子層、白亜紀前期アプチアン、1億2200 万年前の一部である 。足の近くには淡水魚の一種リコプテラの化石も保存されていた。